# Jaroslav Fiala (politik ČSSD)
Jaroslav Fiala (* 29. února 1956) je český politik ČSSD, v letech 2006 až 2010 poslanec Parlamentu ČR, bývalý zastupitel Karlovarského kraje.

## Vzdělání a profese
V letech 1976–1982 vystudoval ekonomiku průmyslu na VŠE v Praze. V období 1982–1984 absolvoval postgraduální studium v oboru tvorba a ochrana životního prostředí na ČVUT. V roce 1994 získal na VŠZ v Praze akademickou hodnost kandidáta zemědělsko-lesnických věd. V roce 1995 ještě prošel státním rekvalifikačním programem – likvidátor, správce konkurzní podstaty.
V letech 1980–1992 pracoval v Poldi Kladno, z toho v posledních dvou letech zastával funkci vedoucího závodu. Poté do roku 1995 vedl firmu VESO, a.s., poté se začal věnovat lázeňství. Od roku 2003 vyučuje na Středočeském vysokoškolském institutu v Kladně, kde od roku 2005 zasedá ve správní radě.

## Politická kariéra
V dubnu 2001 se stal členem ČSSD.
V komunálních volbách roku 2002, komunálních volbách roku 2006 a komunálních volbách roku 2010 byl zvolen do zastupitelstva města Karlovy Vary za ČSSD. Profesně se k roku 2002 uvádí jako ekonom, následně k roku 2006 coby poslanec, v roce 2010 jako vysokoškolský učitel. V krajských volbách roku 2004 byl zvolen do Zastupitelstva Karlovarského kraje za ČSSD. V krajském zastupitelstvu působil jako předseda výboru pro hospodaření s majetkem a od roku 2004 byl rovněž místopředsedou Krajského výkonného výboru ČSSD Karlovarského kraje.
Ve volbách v roce 2006 byl zvolen do poslanecké sněmovny za ČSSD (volební obvod Karlovarský kraj). Byl místopředsedou kontrolního výboru sněmovny a členem výboru pro obranu. Ve volbách v roce 2010 svůj mandát neobhájil, přestože kandidoval v čele volební listiny ČSSD v Karlovarském kraji, ze sněmovny jej vyřadilo tzv. kroužkování, kdy si občané vybrali za poslance Josefa Novotného.
Když na podzim 2010 město Karlovy Vary schválilo hlasy ODS a ČSSD kontroverzní prodej Lázní III za 95 miliónů Kč, stala se nabyvatelem firma Lázně III–Veso, která již předtím měla tento objekt v nájmu. Jaroslav Fiala byl jejím spolumajitelem. V roce 2012 se uvádí jako vlastník společnosti Bau-reality.